# Krystyna Wieczorek
Krystyna Wieczorek (ur. 4 stycznia 1937 we Włodzimierzowie, zm. 25 sierpnia 2022) – polska poetka.

## Życiorys
W 1939 roku za pracą rodzina przeprowadziła się do miejscowości Modrzewek (powiat piotrkowski), gdzie przeczekali II wojnę światową. W rodzinnym domu pasję zaszczepił jej ojciec, który opowiadał miejscowym dzieciom przygody wojenne (był partyzantem w AK), oraz matka opowiadając jej historie rodziny i śpiewając ludowe piosenki. Po wojnie uczęszczała do szkół w Młoszowie i Wolborzu. W szkole była bardzo dobrym uczniem.

## Pierwsza twórczość
Pierwszą prozę napisała po śmierci swojego syna w 1977 roku. Napisała m.in. 6 tomów sagi pt. „Młyn na Stawkach”,  gdzie opisała historie, tradycje, obyczaje, obrzędy swojej wsi. Wydała także dwa tomiki poezji, książkę kucharską, wiele opowiadań i książek dla dzieci. Na festiwalu pt. „Pamiętniki nowego pokolenia chłopów polskich” w Warszawie w 1997 roku zdobyła nagrodę Marszałka Senatu.

## Wybrana twórczość
- 2006 Tom I, Tom II Saga Młyn na Stawkach
- 2003 Rozmyślanie[6]
- 2006 Wspomnienia[6]
- 2007 Opowieść o Młynie i pięknej Justynie[7]
- 2013 Miś Wojtek Wspaniały[8]

## Nagrody
- brązowy Medal „Zasłużony Kulturze Gloria Artis”[9]